# Groß Königsbruch
Groß Königsbruch, litauisch Apuokynai, ist ein verlassener Ort im Rajon Krasnosnamensk der russischen Oblast Kaliningrad.
Die Ortsstelle befindet sich sechs Kilometer nördlich von Kutusowo (Schirwindt) am Rande des Hochmoores Bolschije Kusty „Große Sträucher“ (dt. Große Plinis, auch Königsbruch genannt).

## Geschichte

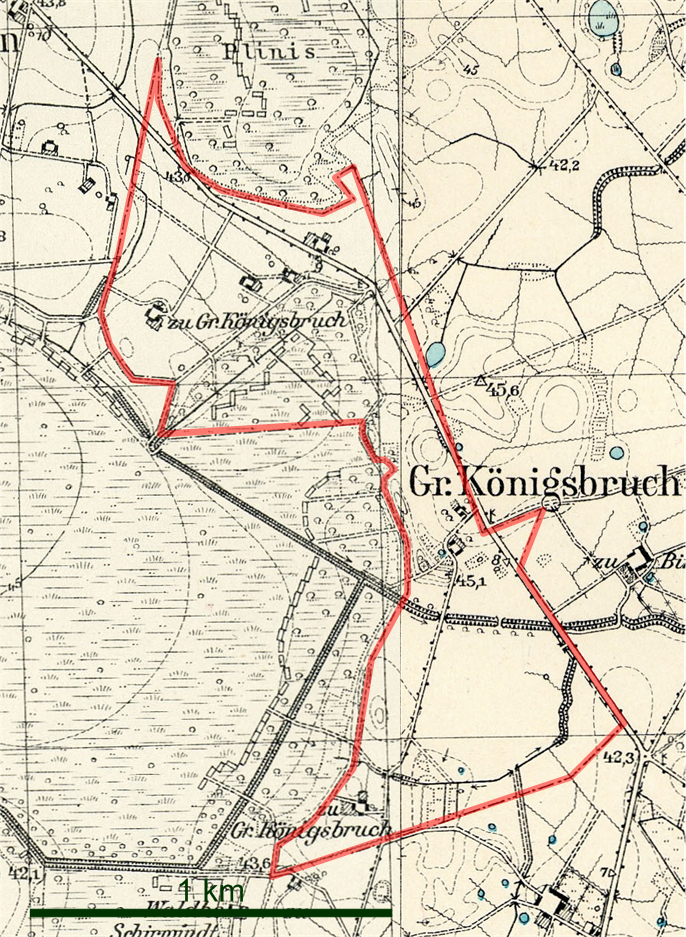
Die Gemeinde Groß Königsbruch auf zwei Messtischblättern von 1934 und 1936

Der Ort wurde nach 1765 gegründet. Um 1780 war Groß Königsbruch ein adeliges Dorf, dem auch eine (königliche) Windmühle zugehörte. 1874 wurde die Landgemeinde Groß Königsbruch in den neu gebildeten Amtsbezirk Doristhal im Kreis Pillkallen eingegliedert. 1945 kam der Ort in Folge des Zweiten Weltkrieges mit dem nördlichen Ostpreußen zur Sowjetunion. Einen russischen Namen erhielt er nicht mehr.

### Einwohnerentwicklung
| Jahr | Einwohner | Bemerkungen                 |
| ---- | --------- | --------------------------- |
| 1867 | 80        |                             |
| 1871 | 84        |                             |
| 1885 | 63        |                             |
| 1905 | 74        | davon 14 litauischsprachige |
| 1910 | 49        |                             |
| 1933 | 37        |                             |
| 1939 | 27        |                             |

## Kirche
Groß Königsbruch gehörte zum evangelischen Kirchspiel Schirwindt. Die katholische Minderheit (1905: 17 von 74 Bewohner) war bis 1930 in Bilderweitschen und dann in Schillehnen eingepfarrt.